# Proformica
Proformica é um gênero de insetos, pertencente a família Formicidae.

## Espécies
- Proformica alaica Kuznetsov-Ugamsky, 1926
- Proformica buddhaensis Ruzsky, 1915
- Proformica caucasea (Santschi, 1925)
- Proformica coriacea Kuznetsov-Ugamsky, 1927
- Proformica dolichocephala Kuznetsov-Ugamsky, 1927
- Proformica epinotalis Kuznetsov-Ugamsky, 1927
- Proformica ferreri Bondroit, 1918
- Proformica flavosetosa (Viehmeyer, 1922)
- Proformica jacoti (Wheeler, 1923)
- Proformica kaszabi Dlussky, 1969
- Proformica kobachidzei Arnol'di, 1968
- Proformica korbi (Emery, 1909)
- Proformica kosswigi (Donisthorpe, 1950)
- Proformica kusnezowi (Santschi, 1928)
- Proformica longiseta Collingwood, 1978
- Proformica mongolica (Emery, 1901)
- Proformica nasuta (Nylander, 1856)
- Proformica nitida Kuznetsov-Ugamsky, 1923
- Proformica oculatissima (Forel, 1886)
- Proformica ossetica Dubovikoff, 2005
- Proformica pilosiscapa Dlussky, 1969
- Proformica seraphimi Tarbinsky, 1970
- Proformica similis Dlussky, 1969
- Proformica splendida Dlussky, 1965
- Proformica striaticeps (Forel, 1911)